# Священноначалие
Священнонача́лие, или свяще́нная иера́рхия (др.-греч. ἱερός «священный» и ἀρχή «начальство») — церковная власть в исторических церквях — три степени священнического служения апостольского происхождения, а именно степени епископа, пресвитера и диакона. Все три степени сообщаются через благодатное таинство священства (таинство, во время которого производится хиротония).
«Церковь изначально имеет священную иерархию с её тремя степенями: диаконской, пресвитерской и епископской. Эти степени апостольского происхождения, и они пребудут до скончания века. Церковь не властна отменить ни одну из них; не может она и умножить число священных степеней».
При этом священную иерархию Церкви необходимо отличать от правительственной иерархии: «Все степени правительственной иерархии, в отличие от священных степеней, исторического происхождения. Они устанавливаются и упраздняются самой Церковью, которая то увеличивает, то уменьшает их число».
В отличие от священных степеней, степени правительственной иерархии присваиваются либо по чину хиротесии, либо просто путём назначения, награждения, производства в ту или иную степень законной церковной властью.

## История возникновения
Основатель и Глава Церкви дал все духовные полномочия в ней Своим Апостолам (Иоанна 20:21), которые были её первыми правителями. Когда она начала расширяться, Апостолы учредили в помощь своему служению должности сперва диаконов (греч. δίάκονος – служитель), потом пресвитеров (греч. πρεσβύτερος – старейшина). Первым было вверено служение материальным нуждам христианской общины – распоряжение её благотворительной кассой и раздача пособий бедным; поручено было также служение при совершении таинств. Вторые получили пастырскую духовную власть, – должны были заботиться об удовлетворении духовных потребностей христиан учением, нравственным руководством и священнодействиями.
Но так как Церковь должна, по обещанию Христову, пребывать до скончания века, то и полнота правительственной власти, дарованная от Христа Апостолам, должна была не окончиться с их смертью, а оставаться в Церкви вечно. Поэтому, Апостолы передали избранным преемникам свои полномочия с тем, чтобы они продолжались в Церкви преемственно и неизменно. Этим лицам, получившим название епископов (επίσκοπος- блюститель), Апостолы поручили высший надзор и управление (архипастырство) в основанных христианских общинах, – то, что Апостолы не могли всегда оставлять за собой лично, будучи обязанными распространять христианство во всем мире. В апостольские времена звания епископа и пресвитера не были строго разграничены, – и пресвитеры, как обязанные надзирать за христианским обществом, иногда назывались епископами (См. Деян. 20:17-28).
Так образовалась в первой Церкви иерархия (священноначалие). Призванные в неё лица составляли особый разряд членов Церкви, названный впоследствии клиром (греч. κληρος- жребий, доставшийся по жребию удел или доля. Название церковного служения жребием мы находим в св. Писании (Деян. 1:17-25). Прочие члены Церкви назывались братией, потом – мирянами (греч. λαίκοι – принадлежащий к народу). При учреждении в Церкви других низших должностей (чтецов, придверников и пр.), они также были причислены к клиру и составляли его низший разряд.

## Саны и обращения вРусской православной церкви
Священнослужители образуют Богоучрежденную священную иерархию (священноначалие).
| Степень священства  | Название сана «черного» духовенства | Название сана «белого» духовенства | Обращение официальное     | Обращение личное, неофициальное |
| ------------------- | ----------------------------------- | ---------------------------------- | ------------------------- | ------------------------------- |
| Диакон              | Иеродиакон                          | Диакон                             | Ваше Благовестие          | Отец диакон                     |
| Диакон              | Нет                                 | Протодиакон                        | Ваше Благовестие          | Отец диакон                     |
| Диакон              | Архидиакон                          | Архидиакон (редко)                 | Ваше Благовестие          | Отец диакон                     |
| Пресвитер=Священник | Иеромонах                           | Священник=иерей                    | Ваше Преподобие           | Батюшка, отец (такой-то)        |
| Пресвитер=Священник | нет                                 | Протоиерей                         | Ваше Высокопреподобие     | Батюшка, отец (такой-то)        |
| Пресвитер=Священник | Архимандрит                         | Протопресвитер                     | Ваше Высокопреподобие     | Батюшка, отец (такой-то)        |
| Епископ=Архиерей    | Епископ                             | Нет                                | Ваше Преосвященство       | Владыка                         |
| Епископ=Архиерей    | Архиепископ                         | Нет                                | Ваше Высокопреосвященство | Владыка                         |
| Епископ=Архиерей    | Митрополит                          | Нет                                | Ваше Высокопреосвященство | Владыка                         |
| Епископ=Архиерей    | Патриарх                            | Нет                                | Ваше Святейшество         | Ваше Святейшество               |